# Eilerts jul
Eilerts jul är ett julalbum från 2001 av Eilert Pilarm. Albumet innehåller julsånger.

## Låtlista
1. Blue Christmas
2. There Goes My Everything
3. Take My Hand
4. In My Fathers House
5. Detroit City
6. How Great Thou Art
7. Stilla natt
8. Han är min sång och min glädje
9. Barnatro
10. Jag har hört om en stad ovan molnen
11. När ljusen tändas därhemma ("When It's Lamp Lighting Time in the Valley")
12. Nu tändas tusen juleljus
13. Luciasången
14. Pärleporten
15. O store Gud
16. Vi ska gå hand i hand
17. Ovan där
18. Blott en dag ett ögonblick i sänder

### Fotnoter
1. ↑  ”Eilerts jul”. Svensk mediedatabas. 1 mars 2001. http://smdb.kb.se/catalog/id/001429100. Läst 11 augusti 2012.